# Nikanor (Tổng trấn)
Nikanor (/naɪˈkeɪnər/; tiếng Hy Lạp: Nικάνωρ Nīkā́nōr) là một vị tướng người Macedonia, ông đã đảm nhiệm vai trò là tổng trấn của Media dưới quyền Antigonos. (ông có thể cũng là Nikanor của Stageira, vị tướng phụng sự dưới quyền Alexandros Đại đế.)
Trong cuộc phân chia các tỉnh diễn ra tại Triparadeisos sau cái chết của Perdiccas vào năm 321 TCN, ông nhận được chức vụ là tổng đốc của Cappadocia. Ông đã đứng về phe của Antigonos và đồng hành cùng với ông ta trong cuộc chiến chống lại Eumenes. Sau trận chiến thứ hai diễn ra ở Gabiene, lực lượng Argyraspids nổi loạn đã đồng ý giao nộp các vị tướng của họ cho Antigonos và Nikanor đã được lựa chọn là người tiếp nhận tù nhân từ họ.
Sau thất bại của Peithon và đồng minh của ông ta vào năm 314 TCN, Nikanor đã được Antigonos bổ nhiệm làm tổng trấn của  Media cùng các tỉnh tiếp giáp với nó, ông đã nắm giữ chức vụ này cho tới năm 311 TCN khi Seleukos tự xưng là chủ nhân của Babylon và gây ra cuộc chiến tranh Babylon.
Nikanor lúc này đã tập hợp một đạo quân lớn và đem quân tiến đánh Seleukos, tuy nhiên ông đã bị Seleukos đánh úp khi đang vượt sông Tigris và quân đội của ông đã bị tan vỡ hoặc là đào ngũ về phía quân địch.
Số phận của Nikanor trong trận chiến này là không chắc chắn. Diodoros viết rằng Nikanor đã trốn thoát đến sa mạc và từ nơi đó ông đã viết thư cầu cứu Antigonos. Tuy nhiên Appianus lại nói rằng ông đã tử trận.